# Callancyla capixaba
Callancyla capixaba är en skalbaggsart som beskrevs av Monné M. L. 1997. Callancyla capixaba ingår i släktet Callancyla och familjen långhorningar. Inga underarter finns listade.